# Krika
Krika è un'area urbana della Svezia situata nel comune di Klippan, contea di Scania..